# Genocidi de Ruanda
El genocidi ruandès va ser un genocidi perpetrat a Ruanda entre abril i juliol del 1994 per part de faccions d'hutus contra els tutsis i hutus moderats. S'utilitzaren com a armes objectes quotidians com querosè, matxets, bats de beisbol i semblants.

## Història de Ruanda
Ens remuntem al segle vi aC quan els twas, pigmeus caçadors, penetren en les muntanyes boscoses de Ruanda i s'hi instal·len de manera permanent. Uns segles més tard, cap al VI d.C, agricultors hutus comencen a arribar a la regió i a establir-s'hi de forma sedentària, convivint en pau amb els twas. Cent anys després, i ja en el segle xii i xiii de manera més clara, grangers tutsis arriben a Ruanda provinents dels voltants (principalment de l'actual Uganda). També aquests últims s'instal·len a la zona i al segle xiv passen a formar part d'una comunitat formada per twas (caçadors), hutus (agricultors) i tutsis (ramaders). La convivència entre les dues últimes ètnies va ser simbiòtica durant un temps fins que, a partir del segle xvi, els principals caps tutsis inicien unes campanyes militars contra els hutus, acabant amb els seus prínceps, als quals, de forma cruel i simbòlica, van tallar els genitals i els van penjar en els tambors reals buscant humiliar els seus contrincants i recordar-los que aquests, els hutus, eren súbdits dels tutsis.
Malgrat el domini dels tutsis, les diferències socioeconòmiques no estaven molt pronunciades. Encara que el fet de pertànyer a una ètnia o altra definia l'estatus social, un hutu, per exemple, podia ascendir de classe si posseïa les suficients propietats; no obstant això, ja havia començat una relació de vassallatge dominada per l'ètnia menys significativa en la zona, els tutsis, que era el 14% de la població.
Ja en el segle xix, els reis tutsis havien reforçat el seu domini. La millor organització del clan reial Nyiginya dominava tot el país, la qual cosa va crear una casta militar i social composta per tutsis i que excloïa la majoria de l'ètnia hutu. Va ser en aquest segle, arran d'aquestes circumstàncies, quan es va crear una estructura socioeconòmica classista que augmentaria durant aquest període a causa de la colonització europea; alemanya en primer lloc (1897-1916) i després, per mandat de la Societat de Nacions, belga, a causa de les sancions imposades a Prússia. La influència occidental, mitjançant la introducció artificial pels belgues d'un carnet ètnic (1934) que atorgava als tutsis major nivell social i millors llocs en l'administració colonial, va acabar institucionalitzant definitivament les diferències socials. Mentrestant, els pigmeus twas van gaudir d'un relatiu bon tracte per part de l'ètnia tutsi, que considerava els caçadors de les muntanyes per sobre dels hutus en la piràmide social.
Amb la colonització belga, el sistema sociopolític es va reforçar encara més en favor de l'ètnia dominant, els tutsis. La necessitat d'una expansió colonial consensuada va dividir el continent africà en zones dominades pels països europeus, que van reforçar uns grups o uns altres depenent dels seus interessos. Quan l'administració belga va considerar que les reivindicacions tutsis eren desmesurades, va canviar de comportament i va començar a donar suport a la majoria hutu. Finalment, la rivalitat entre els dos grups es va aguditzar amb la creació, per iniciativa belga, de diversos partits polítics sobre bases ètniques: la Unió Nacional Ruandesa (UNR), de tendència antihutu, la Unió Democràtica Ruandesa (RADER), el Partit del Moviment d'Emancipació Hutu (Parmehutu) i l'Advocació para la Promoció Social de les Masses (Aprosoma) d'orientació antitutsi. Malgrat tot, s'ha de ressaltar un esforç positiu dels europeus (en la seva majoria, dels missioners europeus) per humanitzar el sistema social amb noves normes que limitaven el comportament injust i l'explotació d'uns per part d'uns altres.

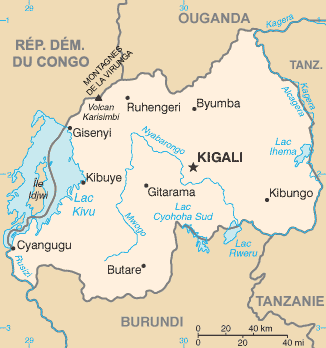
Mapa actual de Rwanda.

A mitjan segle xx, el 1958, després que un grup hutu amb estudis redactés un manifest reclamant un canvi social, des de la cort reial es va respondre amb un document que, entre altres coses, deia el següent:
| « | Podria preguntar-se com els hutus reclamen ara els seus drets al repartiment del patrimoni comú. De fet, la relació entre nosaltres (tutsis) i ells (hutus) ha estat sempre fonamentada sobre el vassallatge; no hi ha, doncs, entre ells i nosaltres cap fonament de fraternitat. Si els nostres reis van conquistar el país dels hutus matant els seus reietons, i sotmetent així als hutus a la servitud, com poden ara pretendre ser els nostres germans? | » |

Contra aquesta posició dels governants tutsis es van posicionar persones com el bisbe Perraudin, que va ser determinant en el procés d'emancipació hutu. En la seva carta pastoral de l'11 de febrer de 1959, el manifesta clarament:
| « | La llei de la justícia i de la caritat demana que les institucions d'un país assegurin realment a tots els seus habitants els mateixos drets fonamentals i les mateixes possibilitats de promoció humana i de participació en els assumptes públics. Les institucions que consagrin un règim de privilegis, favoritisme, proteccionisme, bé sigui per als individus o per als grups socials, no són conformes a la moral cristiana. | » |

Aquest és potser el punt d'escissió històric més important. A partir d'aquí, l'ètnia hutu comença, de forma meditada, a intentar soscavar el poder dels tutsis per a arribar a un millor repartiment de la riquesa. Un incident l'1 de novembre de 1959 entre joves tutsis i un dels líders hutus va esdevenir l'espurna d'una revolta popular, en la qual els hutus van cremar propietats tutsis i van assassinar diversos dels seus propietaris. L'administració belga, durant dos anys d'enfrontaments de baix nivell entre els uns i els altres, va comptar un total de 74 morts, dels quals, no obstant, 61 eren hutus assassinats per noves milícies tutsis que pretenien acabar amb el moviment revolucionari, el qual va respondre amb més força davant la repressió i, durant els dos anys següents, al voltant de 20.000 tutsis van morir assassinats. Davant aquesta espiral de violència, el 31 de maig de 1961 l'ONU va proclamar una amnistia després de comprovar que els enfrontaments s'agreujaven i la majoria hutu ja havia provocat l'exili d'uns 150.000 tutsis. Aquell mateix any, Rwanda, liderada per la població hutu s'independitza de Bèlgica. Aquest moment va ser aprofitat per l'ONU per a exigir l'organització d'un referèndum sota la vigilància d'observadors. El resultat va ser d'un 80% pel no a la continuïtat de la monarquia tutsi, el que va obligar els governants a acceptar la república, provocant l'exili de milers de tutsis partidaris del sistema monàrquic i contraris a concedir el poder a l'ètnia hutu. Els exiliats de poca edat d'aquell moment, amb el pas dels anys, s'arribarien a convertir en els fundadors del Front Patriòtic Ruandès, que ocuparia un lloc important en la guerra de Rwanda de 1990 a 1994.
Grégoire Kayibanda va ser el primer president d'una Rwanda alliberada del domini colonial. Les dades de creixement econòmic i estabilitat social eren esperançadors. Malgrat les diferències acumulades durant segles, tutsis i hutus assolien conviure sense arribar a enfrontaments generalitzats. La massa camperola accedia a l'ensenyament i el país, sense massa recursos, progressava. Tanmateix, els tutsis partidaris del règim monàrquic en l'exili es van organitzar en els països limítrofs i van llançar diversos atacs contra el govern ruandès, sense gaire èxit. L'odi entre partidaris de la república, de majoria hutu, i partidaris del règim anterior, majorment de l'ètnia tutsi, augmentava. Encara que al principi de la dècada dels setanta l'enfrontament no era exacerbat, ja s'estava creant una divisió ètnica pronunciada que produiria conflictes més grans.
Malauradament, el 1972 es van produir unes terribles matances en el veí Burundi: 350.000 hutus van ser assassinats per tutsis i això va provocar, definitivament, un sentiment antitutsi per part de la majoria de l'ètnia hutu en l'interior de Rwanda. La població va començar a exigir al seu president Grégoire Kayibanda mà dura contra la que havia estat la classe dominant en el país i la resposta insatisfactòria per part del president i els casos de corrupció en el govern van provocar el cop d'estat del general Habyarimana (d'ètnia hutu), al juliol de 1973.

Malgrat la seva irrupció antidemocràtica en l'escena política, el govern del general va realitzar una bona gestió del país fins a la segona meitat dels 80, comptant amb el suport logístic i militar de França. També va prendre la iniciativa d'una reconciliació nacional. Aquestes dades són confirmades pel Banc Mundial, que presentava a Ruanda com a model de desenvolupament en l'Àfrica negra durant la dècada dels vuitanta, i per Amnistia Internacional, que el 1990 donava com satisfactori el respecte dels drets humans. Encara que la tensió entre partidaris d'un costat i un altre es va mantenir durant els disset anys següents al cop d'estat de Habyarimana, aquest havia aconseguit apaivagar uns i altres cedint, sobretot, que el control financer del país es concentrés a mans tutsis, el que demostra que, a pesar de les acusacions per part dels exiliats tutsis que no se'ls permetia tornar al país per la seva ètnia, aquests disposaven, de nou, d'una posició de poder. A més, durant alguns anys, el FPR s'havia internat a Ruanda de forma clandestina i havia reclutat molts joves tutsis per tot el país per rebre una formació ideològica i militar i constituir brigades secretes, disseminades massivament pels turons. Aquest fet és recordat per Tito Rutaremara, ideòleg del FPR:
| « | cap al final del 87, s'havien constituït 36 cèl·lules del Front en l'interior del país | » |

Factors econòmics externs, com el descens del preu del cafè, principal producte d'exportació, i altres interns, sobretot la corrupció en el Nord del país (lloc de procedència de Habyarimana), van començar a provocar noves tensions en la segona meitat de la dècada dels vuitanta. L'estat cada vegada pitjor de la situació econòmica i l'acusació dels tutsis exiliats de no autoritzar-se la seva tornada al país, van ser les raons principals que van provocar la Guerra de Rwanda.

## Antecedents
A Rwanda es distingeixen dos clans la majoria hutu i el grup minoritari de tutsis. Des de la independència del país de Bèlgica els seus líders sempre han estat tutsis, dintre d'una rivalitat agreujada per l'escassesa de terres i la seva feble economia sustentada en l'exportació de cafè. En l'any 1989 el preu mundial del cafè es va reduir en un 50% cosa que va fer que Rwanda perdés el 40% dels seus ingressos per exportació. El país es va enfrontar a la pitjor crisi alimentària dels últims 50 anys al mateix temps que augmentava la despesa militar en detriment dels serveis públics.
A l'octubre de 1990 el Front Patriòtic Ruandès, compost per exiliats tutsis expulsats del país pels hutus amb el suport de l'exèrcit, envaeix Rwanda des del seu veí Uganda. El 1993 els dos països signen un acord de pau (Acord d'Arusha).
A Ruanda es crea un govern de transició compost per hutus i tutsis.
El 1994 les milícies hutus, anomenades Interahamwe, són entrenades i equipades per l'exèrcit ruandès entre arengues i ànims a la confrontació amb els tutsis per part de la Radiotelevisió Lliure dels Mil Turons (RTLM) dirigida per les faccions hutus més extremes. Aquests missatges incidien en les diferències que separaven ambdós grups ètnics i, a mesura que avança el conflicte, les crides a la confrontació i a la "caça del tutsi" es van fer més explícites, especialment a partir del mes d'abril, quan es va fer circular la història que la minoria tutsi planejava un genocidi contra els hutus.
Segons Linda Melvern, una reportera britànica que va tenir accés a documents oficials, el genocidi havia estar planejat amb cura. En el moment de l'inici de la matança, la milícia ruandesa estava composta per 30.000 homes (un membre per cada deu famílies), organitzats al llarg del país amb representants en cada veïnat. Alguns membres de la milícia podien adquirir rifles d'assalt AK-47 només emplenant un formulari. Altres armes, com granades, no requerien cap paperassa i es van distribuir massivament.
El genocidi va ser finançat, almenys en part, amb els diners trets de programes d'ajuda internacionals, tals com el finançament proporcionat pel Banc Mundial i el Fons Monetari Internacional sota un Programa d'Ajustament Estructural.
Segons Melvern, el primer ministre de Rwanda, Jean Kambanda, va revelar que el genocidi es va discutir obertament en reunions de gabinet i que una ministra del gabinet va dir que estava "personalment a favor d'aconseguir lliurar-se de tots els tutsis... sense tutsis tots els problemes de Rwanda desapareixerien".

## El genocidi

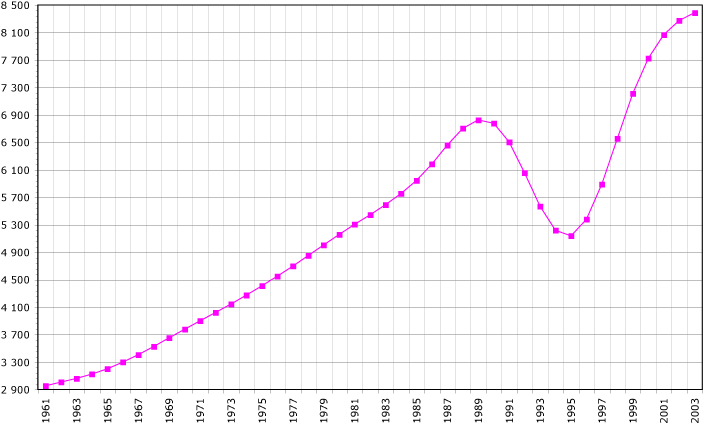
Evolució demogràfica de Rwanda. El genocidi va començar l'abril de 1994.

L'abril de 1994 l'assassinat del general Juvenal Habyarimana i l'avanç del Front Patriòtic Ruandès desencadena un gran nombre de matances contra els tutsis i obliga moltes persones a desplaçar-se massivament cap a camps de refugiats situats a la frontera amb els països veïns, especialment el Zaire (avui República Democràtica del Congo). L'agost de 1995 tropes del Zaire intenten expulsar aquests desplaçats a Ruanda. Catorze mil persones són retornades a Ruanda, mentre que altres 150.000 es refugien a les muntanyes.

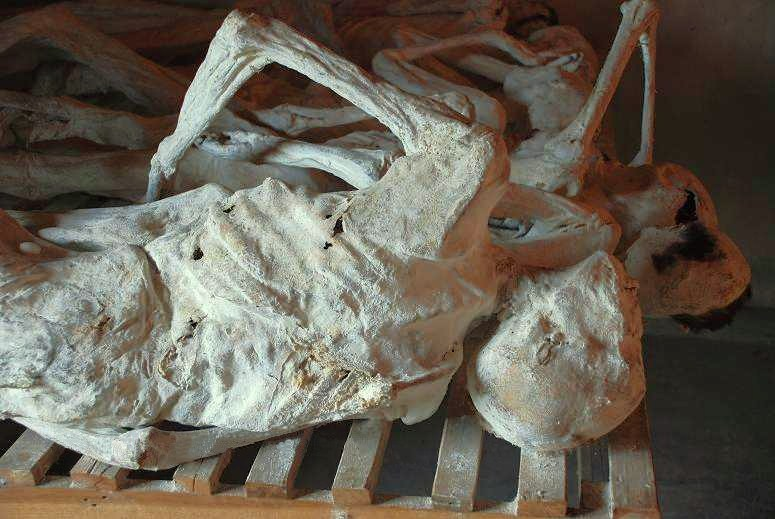
Foto Sascha Grabow

S'estimen en més de 800.000 les persones assassinades. Gairebé totes les dones que van sobreviure al genocidi van ser violades. Molts dels 5.000 nens nascuts fruit d'aquestes violacions van ser assassinats.
Considerant totes les dades i testimoniatges que es tenen sobre el genocidi de Ruanda, cal aclarir que aquest no va ser exactament un genocidi d'hutus contra tutsis, sinó que una falange radical i majoritària de l'ètnia hutu va ser la que va preparar l'aniquilació massiva tant de tutsis com també d'hutus moderats o opositors del règim de Habyarimana i propers al Front Patriòtic Ruandès (FPR). Per tant, el genocidi no va ser només de caràcter ètnic sinó també polític. D'altra banda, també hi va haver entre les víctimes milers de ciutadans de l'ètnia hutu morts a les mans del FPR. També els militars del Front Patriòtic Revolucionari van cometre assassinats massius. Malgrat tot, és clar que els tutsis van ser massacrats: es va eliminar el 75% de l'ètnia durant el genocidi.
El ciutadà belga Marcel Gérin, recorda com ell i la seva dona van quedar atrapats pel conflicte. Van ser testimonis de les matances indiscriminades en la zona on residien i van poder constatar, en ser fets presoners, com els que aparentment semblaven milicians interhamwes (radicals hutus) no eren sinó mercenaris contractats per l'exèrcit tutsi, els quals van realitzar, segons Marcel Gérin, les majors matances a la zona on residien. No obstant això, qualsevol imatge que es prengués duia a creure que els autors eren les milícies hutus interahamwes. Gràcies a uns periodistes i als cascos blaus, tant ell com la seva dona van aconseguir escapar.

Un altre testimoniatge important és el de Santos Ganuza, un missioner navarrès, que era el rector de la parròquia de Kiziguro per aquell temps. Diu: 
| « | Vaig ser molts anys rector d'una parròquia, a l'est del país. L'abril de 1994 van arribar els interahamwe i van matar a uns 1.000 tutsis que s'havien refugiat a l'església, sense que jo pogués fer res per a evitar-ho. Pocs dies després, van arribar els militars tutsi i van matar 10.000 hutus. Les televisions occidentals van projectar les imatges d'aquests hutus assassinats en la meva parròquia, identificant-los com a tutsis. | » |

Una altra opinió interessant sobre la situació en els primers mesos de 1994 ens l'ofereix el pare català Joaquín Vallmajó, missioner a Ruanda, que va decidir quedar-se i que va desaparèixer el 26 d'abril després que un grup de soldats del FPR el detingués: 
| « | Després de diversos anys de crisi política i social, s'està produint la guerra més absurda, que està desembocant en una crisi política vergonyosa. Un petit grup de politicastres corruptes fins a l'extrem vol conservar el poder a qualsevol preu, sacrificant el poble i el país si cal. Un altre grup no menys corrupte aspira al poder pels mitjans que sigui. Un tercer grup, el més nombrós i digne de respecte, sofreix les conseqüències del poder i dels seus agents: és el poble, víctima del racisme, la dictadura, la pobresa, la guerra, la fam, el robatori, el bandidisme, la violència i la manipulació. La situació és molt greu des del punt de vista polític, econòmic, social i cultural i racial. La manipulació dels polítics en el poder i els seus acòlits i dels partits i els seus líders és vergonyosa. Tot esperant esdeveniments, actualment no tenim ni govern, ni autoritats, ni pressupost, ni treball. Els funcionaris porten sense cobrar des de gener i els mestres han amenaçat amb no convocar els exàmens de secundària. El ministre d'Economia ha declarat que s'anirà pagant als funcionaris a mesura que es recaptin els impostos. Es donen totes la condicions perquè esclati un conflicte social que alguns polítics encoratgen per a pescar en riu regirat. I el "Front Patriòtic Ruandès"? Són encara pitjors. Els uns no "desmereixen" dels altres. | » |

El 6 d'abril de 1994 ha passat a ser una data macabra no només per a la història de Rwanda sinó també per a la història de la humanitat. Arran, sobretot, de l'assassinat de president Habyarimana, el conflicte intern ruandès va guanyar en crueltat i va esdevenir un enfrontament a gran escala que va arribar tots els racons del país. A continuació, una seqüència cronològica dels terribles fets que van tenir lloc en els mesos d'abril, maig, juny i juliol.
L'endemà, el 7 d'abril, la primera ministra Agathe Uwlingiyimana i 10 soldats belgues de les forces de l'ONU que la custodiaven, van ser assassinats per la guàrdia presidencial, acusant al contingent de l'ONU, segons explica Roméo Dallaire, d'haver abatut l'avió del president. Aquest fet confirma clarament les sospites del comandant sobre una trama oculta portada a terme pels radicals hutus.
Independentment del motiu utilitzat per a perpetrar aquest assassinat, el fet en si va tenir una important repercussió internacional, el que va fer pensar a molts que l'ONU intervindria fermament i pararia el terrible conflicte que s'acostava. Ben al contrari, es va ordenar la retirada dels cascos blaus, deixant la població civil sense protecció. Aquesta situació va ser aprofitada pels radicals hutus per a començar el genocidi.
El 8 d'abril, el Front Patriòtic Ruandès llança un atac als voltants de Kigali buscant protegir les víctimes tutsis i rescata 600 soldats del seu exèrcit que es trobaven a la capital des de la signatura dels Acords de Pau d'Arusha.
El 9 d'abril, davant aquesta violenta situació, es va formar un govern interí presidit per Jean Kambanda, amb la característica principal que no incloïa cap tutsi ni hutu moderat o de la tendència propera al FPR entre les seves files. Els radicals hutus, per tant, havien pres el poder governamental i a més, comptaven amb milícies organitzades: joves del partit MRND, els interahamwe, que s'ocupaven de la població civil i que van destacar en les primeres matances massives.
Les brigades del FPR, formades per joves tutsis i repartides de forma clandestina al llarg dels turons, van ser el primer objectiu dels interahamwe. No obstant això, de forma progressiva tota l'ètnia tutsi va esdevenir l'enemic a batre, així com els membres de l'ètnia hutu que d'alguna manera protegissin als tutsis, es neguessin a participar en els assassinats o tinguessin familiars tutsis. Malgrat tot, moltes famílies hutus, àdhuc conscients de la sort que corrien, van amagar a les seves cases veïns i coneguts tutsis.

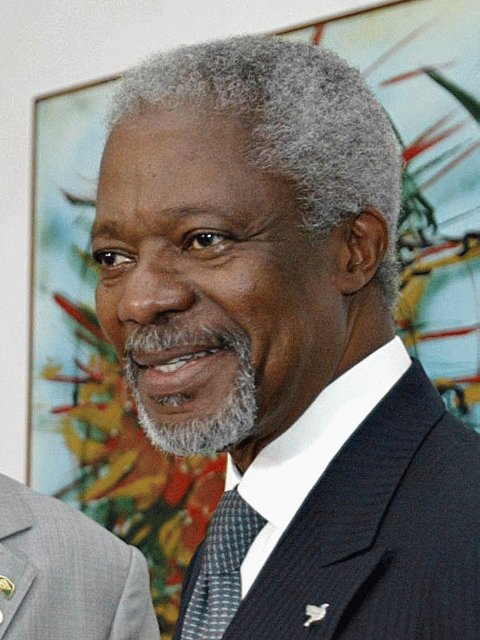
Kofi Annan

Aquest mateix dia, Bèlgica i França, treuen del país tots els seus nacionals, sense preocupar-se dels ruandesos, ni tan sols dels que treballaven a les seves empreses.
El dia 11 d'abril, un comunicat de la Creu Roja Internacional estima que desenes de milers de ruandesos han estat assassinats en tan sols uns dies. Mentrestant, la missió de pacificació de Nacions Unides UNAMIR, no feia res. El 14 d'abril, el contingent belga es retira. Tanmateix, el general Dallaire, al comandament, podria haver protegit la població civil, almenys a Kigali, però de nou, es va veure frenat per ordres directes de la Caserna General de l'ONU. El seu superior, el llavors Coordinador de les Operacions de les Forces de Pau de l'ONU Kofi Annan, li va ordenar mantenir-se'n al marge a través del següent comunicat:
| « | [...]a cooperar amb els oficials francesos i belgues per a facilitar l'evacuació dels seus nacionals i altres estrangers que sol·licitin ser evacuats. Vostè pot comunicar-se amb els oficials per a arribar a aquest propòsit. Haurà de fer tot l'esforç possible per a no comprometre la seva imparcialitat o actuar més enllà del seu mandat però pot valer-se de la seva competència si és essencial per a l'evacuació dels estrangers. Això no ha de dur-li a participar en un possible combat, excepte en legítima defensa. | » |

Lluny de Kigali, el 17 d'abril, i concretament en la població de Kibuye, pertanyent al comtat del mateix nom i propera al llac Kivu, segons explica en el seu llibre El llenguatge dels ossos l'antropòloga forense Clea Koff, van començar les tasques d'extermini de la població tutsi en aquell comtat. Durant els tres mesos següents, van morir o van desaparèixer gairebé 250.000 persones. Diversos milers van ser assassinats a l'església de Kibuye en una sola massacre:
| « | Segons els escassos supervivents de Kibuye, el prefecte, o governador de Kibuye va organitzar als gendarmes perquè conduïssin a la gent que ell ja havia triat per a ser assassinada a dos llocs: l'església i l'estadi. El prefecte els va dir que era per la seva pròpia seguretat, que així quedarien protegits de la violència que s'estenia per tot el país. Però al cap de dues setmanes d'haver estat conduïts a aquestes zones de seguretat, la gent que estava dintre va ser atacada per la mateixa policia i la mateixa milícia que suposadament havia de protegir-los. Aquesta era la típica tàctica dels genocides de Rwanda: reunir a un gran nombre de víctimes en edificis i terrenys tancats amb escassos mitjans d'escapament i matar-los. De fet, a Ruanda havia mort més gent en esglésies que en qualsevol altre lloc. | » |

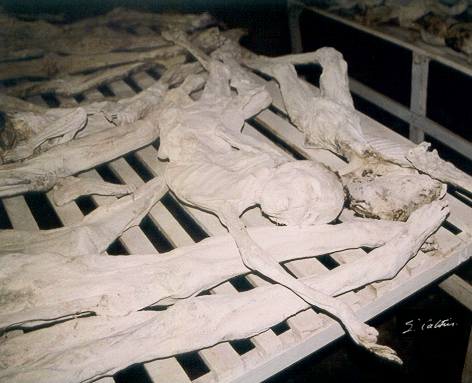
Cossos en una fossa comuna

Clea Koff relata aquests esdeveniments basant-se en la publicació Mort, desesperació i desafiament, investigació realitzada per l'organització African Rights, basada, al seu torn, en multitud de relats de testimonis de la massacre i els propis afectats. La lectura d'aquest document i altres publicats en aquesta web, no deixen dubte de la crueltat amb la qual es va portar a terme el genocidi i el clima infernal que regnava en el país. En aquest tràgic conflicte hi va haver tota mena de víctimes i, com podem comprovar a través dels següents testimoniatges, els radicals hutus van aprofitar la seva posició de poder per a portar a terme multitud de cruels abusos.
Comentaris de les víctimes:
| « | Emma és original de Kibuye, però es trobava en Kimihurura, Kigali, a l'abril de 1994, visitant a uns amics de la família. Conscient que les seves vides corrien perill, una amiga li va recomanar que es prostituís. [Explica Emma] «Probablement una setmana abans que comencés el genocidi, els veïns ja sabien que em trobava amb aquesta família. El criat va ser un dels que van delatar la meva estada allí. A partir d'aquest moment, tots els nois de la zona, amics del criat, venien a violar-me. No estic segura de quants, o del nombre de vegades que em van violar. N'hi havia molts i venien diverses vegades al dia. La mestressa de la casa no es va preocupar gens per mi. Fins i tot digué que si venien milers d'homes a violar-me, almenys seguiria encara amb vida. Vaig sofrir aquesta situació durant tota la meva estada a Kigali.» | » |

| « | Paul, natural de Rwamagana a Kibungo, va ser uns dels homes inclosos en aquest estudi. El seu testimoniatge és un recordatori que les violacions i les seves conseqüències no només van perjudicar a dones. Paul va ser obligat per la força pels interahamwe a mantenir relacions sexuals amb una dona que ells sospitaven pogués estar infectada de VIH/sida, en aquest cas la intenció era el provocar-li una mort lenta i dolorosa. El seu fill gran va ser assassinat a la seva ciutat natal així com la seva dona, però Paul va aconseguir escapar. Tanmateix, va ser capturat per l'altra milícia que portava amb ells una dona. «Em van demanar que hi tingués relacions sexuals. Estava ajaguda a terra i ells em van dir que els ensenyés les coses que feia amb la meva dona. Quan m'hi vaig oposar, un d'aquells homes em va colpejar amb un pal i no vaig tenir altra opció que fer el que ells volien. Van romandre dempeus observant, llançant-me insults que no repetiré aquí. Ells duien llances i pals. Quan vam haver acabat, ells em van dir que no hi havia mort pitjor que la d'allitar-se amb una dona malalta de sida. Ells sabien molt bé que el marit d'aquesta dona havia mort a causa de la sida, però jo no ho sabia, ni tan sols coneixia a aquella senyora.» | » |

També, en l'entrevista concedida pel general Roméo Dallaire a Sol Alameda, aquest recorda fets que encara no ha assolit oblidar i que l'han mantingut sota tractament psiquiàtric durant diversos anys:
Sol Alameda: De totes les atrocitats que va veure, quines l'han perseguit més després? 

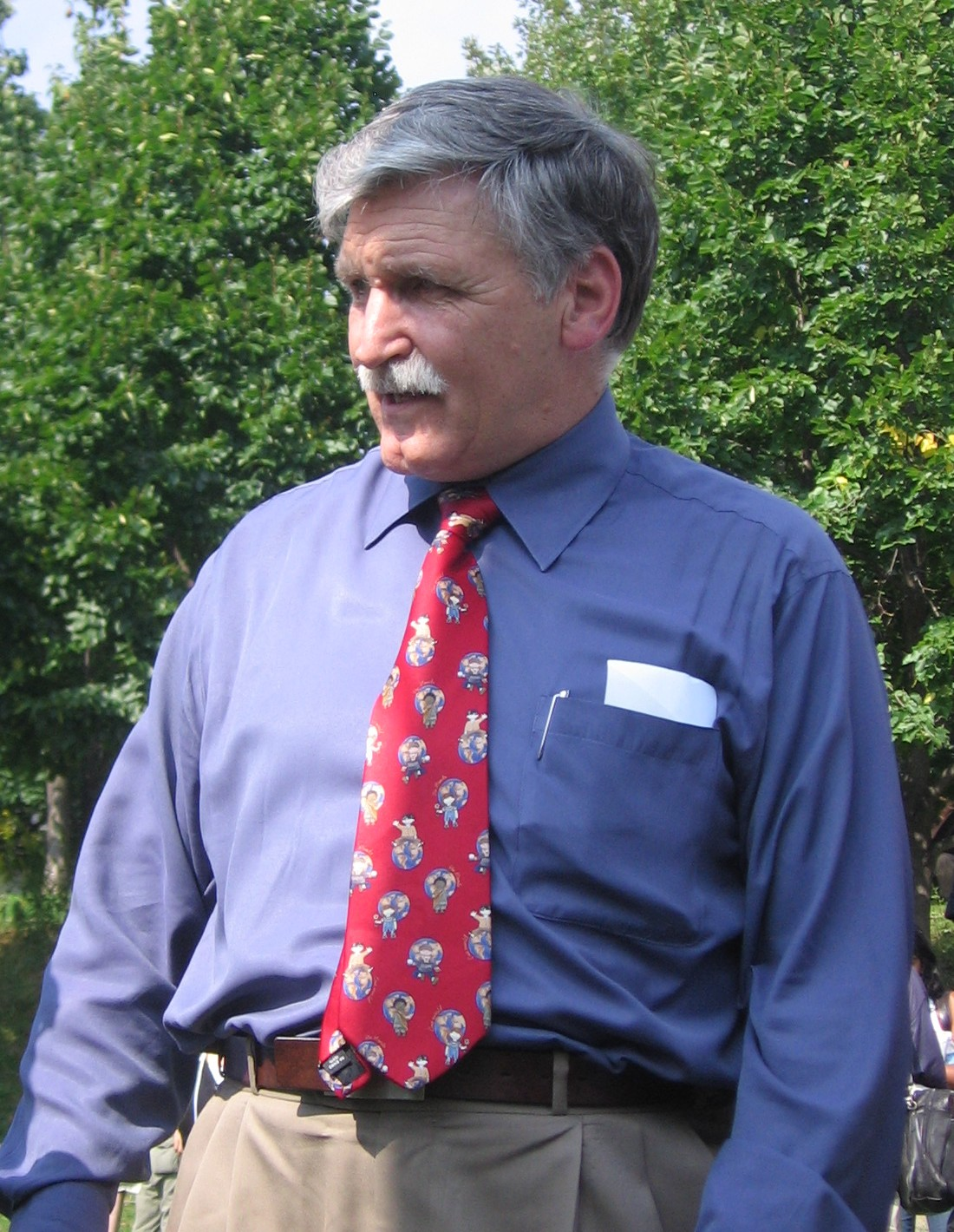
Roméo Dallaire va ser comandant de les forces de UNAMIR a Ruanda.

Roméo Dallaire: Les escenes de violacions. Els introduïen pals i ampolles que trencaven; els tallaven els pits. Totes aquestes escenes amb dones, per a mi, amb la meva cultura, em semblaven el pitjor que es pot imaginar. Àdhuc mortes, veies en els ulls d'aquestes dones l'horror i el sofriment, la indignitat que havien patit. Moltes vegades mataven els nens davant dels seus pares, els tallaven les extremitats i els òrgans genitals, i els deixaven dessagnar. Després també mataven als pares. Hi havia gent que pagava perquè els peguessin un tret en comptes de ser morts amb matxet. Pagar per com morir...
Com podem comprovar, el nivell de violència a Ruanda era extrem i responia a un desenfrenament de les passions més baixes. Tanmateix, darrere de tot això també hi havia una gran organització. Si en les zones rurals i petites localitats el mètode per a acabar amb la quantitat més gran de persones era reunir-les en estadis esportius o esglésies per a després donar-los mort, en les ciutats existia tot un operatiu humà i logístic suficient per a identificar a qualsevol persona que per alguna raó hagués de ser aniquilada. Clea Koff, ens ho descriu:
| « | A Kigali els assassins havien utilitzat controls de carreteres per a detenir als vianants i als automobilistes i poder inspeccionar així els seus carnets d'identitat. En aquesta documentació que tot ruandès duia en aquesta època figurava una informació crucial per als assassins: l'ètnia;. Tot ruandès pertanyia a un dels tres grups ètnics: hutu, tutsi o twa, i els polítics que van planejar el genocidi van deixar ben clar que l'abril de 1994 suposava la baixada de bandera per al genocidi dels tutsis, i per a qualsevol que estigués casat amb un tutsi o les opinions polítiques del qual poguessin qualificar-se de moderades . | » |

Mentrestant a Nova York, el 20 d'abril, Boutros-Ghali, conscient de la situació en la qual es troba tota Rwanda ordena un: immediat i massiu reforç d'UNAMIR per a parar la contesa i les massacres, requerint diversos milers de tropes addicionals i reforçar els poders sota el Capítol VII (inmediate and massive reinforcement of UNAMIR to stop the fighting and the massacres, requiring several thousand additional troops and enforcement powers under Chapter VII)
Després de la decisió del Secretari General de les Nacions Unides, l'endemà, paradoxalment, el Consell de Seguretat vota de forma unànime reduir, a poc a poc, la Missió UNAMIR de 2,539 soldats a 270. (Resolució del consell de Seguretat 912). Però a dia 20 d'abril la missió UNAMIR ja s'havia reduït a 1,515 efectius, a causa de la retirada total del contingent belga (14 d'abril) a causa de la mort de deu dels seus soldats, el que confirma -insistim en això- que el macabre pla desvellat per l'informador de Dallaire al gener d'aquest mateix any, s'havia complert amb èxit. La marxa dels soldats belgues va deixar a 2.000 persones sense protecció. Aquestes es van refugiar del conflicte en l'Escola Tècnica Oficial (ETO) però van ser assassinades pocs dies més tard. El 25 d'abril, les forces de l'ONU ja havien descendit a 503 soldats. Tanmateix, Dallaire, va aconseguir protegir a uns 25.000 ciutadans durant algunes setmanes.
L'endemà, 21 d'abril, la Creu Roja Internacional emet un nou comunicat on adverteix que el nombre d'assassinats no era de desenes de milers sinó de centenars de milers. Uns dies després, el FPR, recompost, ataca massivament des del nord-oest produint la fugida a Tanzània d'almenys 250.000 refugiats hutus en un sol dia (30 d'abril).
El 2 de maig, Kofi Annan manifesta:
| « | Quan els belgues es van retirar, va quedar clar que les Nacions Unides no podrien implementar el mandat que tenien, i fins i tot, que el mandat havia de ser canviat o reforçat... No li puc dir què decidirà el Consell després d'haver revisat i reconsiderat la situació al dia d'avui. Si el Consell recomana un reforç, aquest ha d'estar ben equipat, amb molta mobilitat i, a més, capaç de protegir-se a si mateix. Si no enviem aquest tipus de reforç... llavors no estic segur si seran capaços d'establir alguna mena d'ordre i llei... que dugui al final de les massacres... aquí estem veient persones privades del més fonamentals dels drets, el dret a la vida, i fa l'efecte que no fem res. | » |

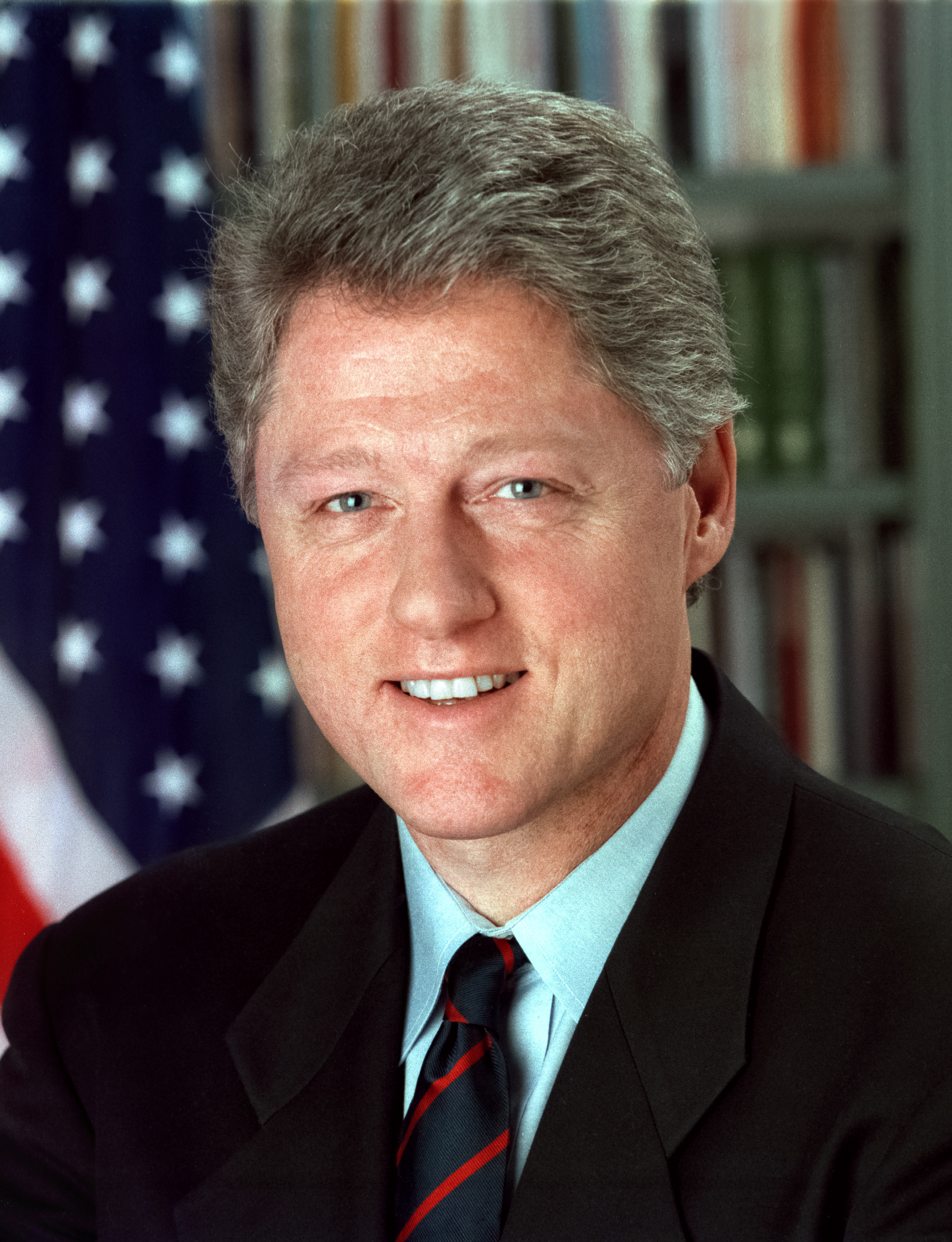
Bill Clinton, president dels Estats Units en el moment del genocidi

L'endemà, davant aquesta petició de les Nacions Unides per reforçar de nou la missió UNAMIR, el president Bill Clinton signa una Decisió Directiva Presidencial que imposa estrictes restriccions al suport nord-americà a futures missions de pau de les Nacions Unides. Davant aquest fet, el 4 de maig, Boutros Ghali va més lluny i utilitza, per primera vegada, el terme genocidi per a descriure el que estava ocorrent a Ruanda, el que col·loca a Bill Clinton, al costat d'altres importants dirigents internacionals, en una situació vergonyosa. L'acceptació de la paraula genocidi implicava, a causa de la legislació internacional per a aquests casos, la intervenció militar immediata. El Govern nord-americà, de forma implacable, va ordenar a tots els membres del Govern que ometessin l'ús de la paraula genocidi i en el seu lloc, utilitzessin l'expressió Actes Genocides.
Durant els dies següents, importants dirigents nord-americans es justifiquen per no intervenir. Madeleine Albright, representant dels Estats Units davant l'ONU manifesta a la seu les Nacions Unides:
| « | Deixin-me dir-los que en el cas de Rwanda, crec, al meu entendre, que en gran manera el Consell de Seguretat i les Nacions Unides han perdut el vaixell. Avui dia estem tractant amb una situació més enllà del que qualsevol hauria esperat. I com vaig comentar abans, el que va ocórrer és que estàvem en un procés on una petita força de les Nacions Unides, crèiem, podria solucionar els problemes en aquella àrea, i llavors ens trobem que és abatut l'avió amb els dos presidents, cosa que ha creat una allau. Per la qual cosa és difícil de jutjar si aquelles particulars operacions (missió de UNAMIR i UNOMUR, nota del traductor) es van engegar de forma correcta. | » |

El 13 de maig, el secretari general de l'ONU anuncia una votació per a restaurar la missió UNAMIR a Ruanda. No obstant això, Madeleine Albright retarda aquesta votació per quatre dies. Quan per fi és aprovada, els tutsis, ara, ataquen pel nord deixant desolació al seu pas. 5.500 soldats són enviats a Ruanda per mandat del Consell de Seguretat que expressa: poden haver-se comès actes genocides. Malgrat tot, la missió militar s'endarrereix a causa de les diferències entre els països africans que aporten la majoria dels soldats i que no arriben a un acord sobre qui pagarà les despeses. Les relacions entre l'ONU i els països que han de col·laborar és tibant. Mentrestant, un comunicat del dia 19 de maig emès per la Creu Roja estima en 500.000 els ruandesos assassinats. Sorprenentment, cap dirigent polític internacional havia utilitzat encara la paraula genocidi.
A principis del mes de juny, el FPR, que s'organitza al nord-est del país, llança un ultimàtum a tots els estrangers residents a Ruanda perquè abandonin el país en menys de tres dies en anunciar un atac imminent. A l'oest, es crea un escamot tutsi anomenat Exèrcit d'Alliberament de Rwanda (ALIR).

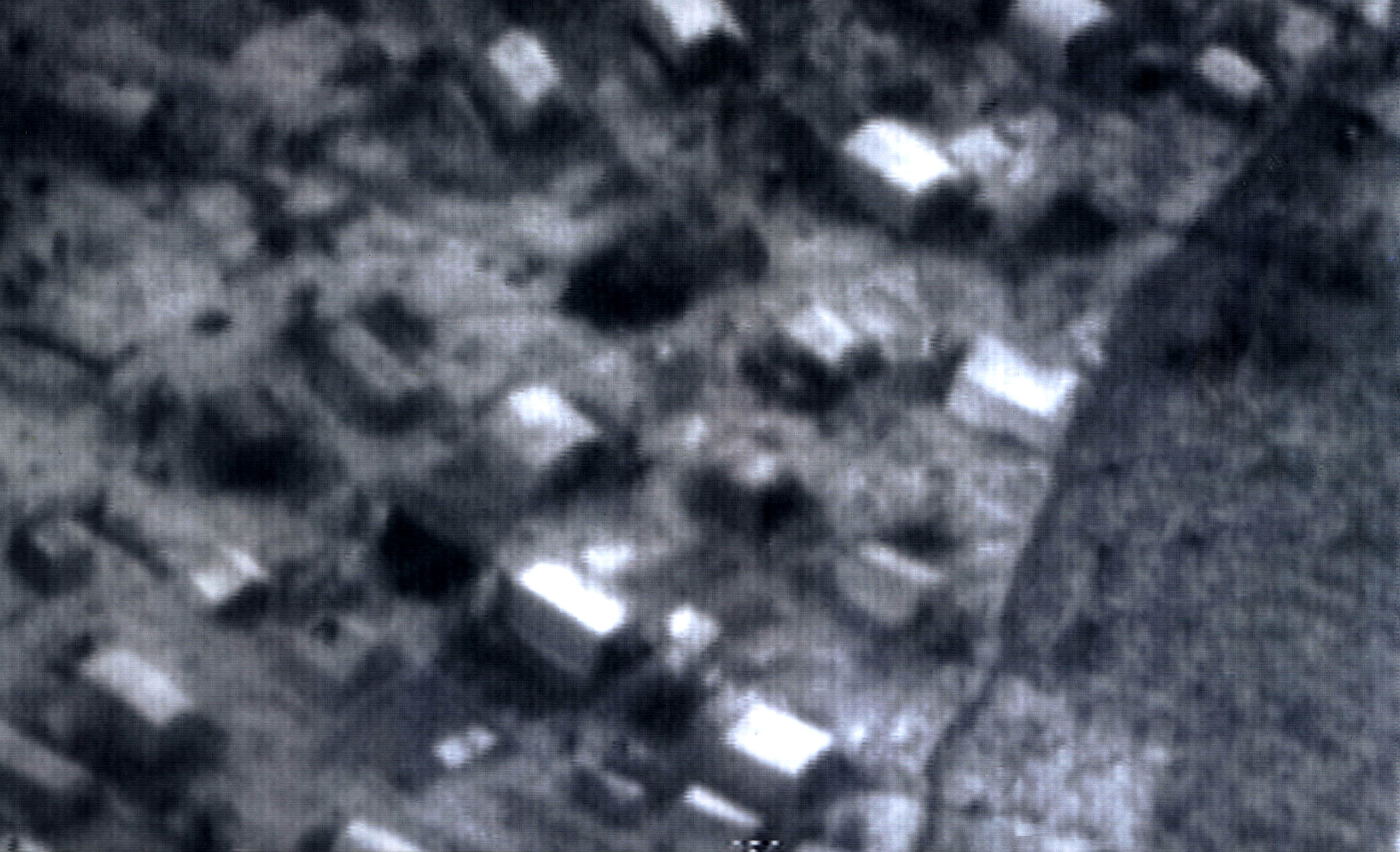
Zona de refugiats a Zaire

Passen les setmanes i la missió UNAMIR, per falta d'acord entre els països que la componen, no està operativa. Mentre, el genocidi contínua. El 22 de juny, el Consell de Seguretat autoritza, de forma temporal, al govern francès a ocupar-se d'establir l'ordre i crear una àrea de seguretat en la zona sud-oest del país. Aquesta acció és coneguda com l'operació Turquesa. Tanmateix, els seus 2.500 soldats no poden evitar la matança de més tutsis a les mans d'hutus radicals.
Finalment, a mitjan mes de juliol, el Front Patriòtic Ruandès s'apodera de Kigali obligant el govern hutu radical a fugir del país en direcció al Zaire seguit d'almenys dos milions d'hutus que van crear el camp de refugiats més gran de la història a Goma, "la ciutat dels morts". En aquest moment, l'exèrcit francès delega el comandament de la seva missió a les tropes etíops i el FPR forma un nou govern interí d'unitat nacional a Kigali.
Aquesta data és considerada com el final del genocidi. Tanmateix, en els camps de refugiats, la malaltia i més assassinats posen fi a la vida de milers de persones. Per a avaluar el conflicte i poder conèixer les pèrdues en vides humanes, les Nacions Unides, l'organització de Metges pels Drets Humans (PHRUSA) (ONG encarregada de trobar sobre el terreny proves fefaents que hi va haver genocidi a petició del Tribunal Penal Internacional de La Haia i que va arribar a exhumar en una sola fossa fins a 500 morts, la majoria assassinats a matxet) i altres organismes, realitzen diversos estudis i acorden que va ser durant els mesos d'abril, maig, juny i juliol de 1994 (més o menys cent dies) quan es van produir la majoria dels assassinats que van costar la vida a 800.000 ruandesos. Finalment, la comissió d'experts de l'ONU encarregada d'investigar les matances, àdhuc reconeixent que tant els tutsis com hutus havien comès crims contra la humanitat, va concloure:
| « | Hi ha indicis evidents que han estat perpetrats actes de genocidi contra el grup tutsi per part d'elements hutus, de manera concertada, planificada, sistemàtica i metòdica. | » |

## Víctimes

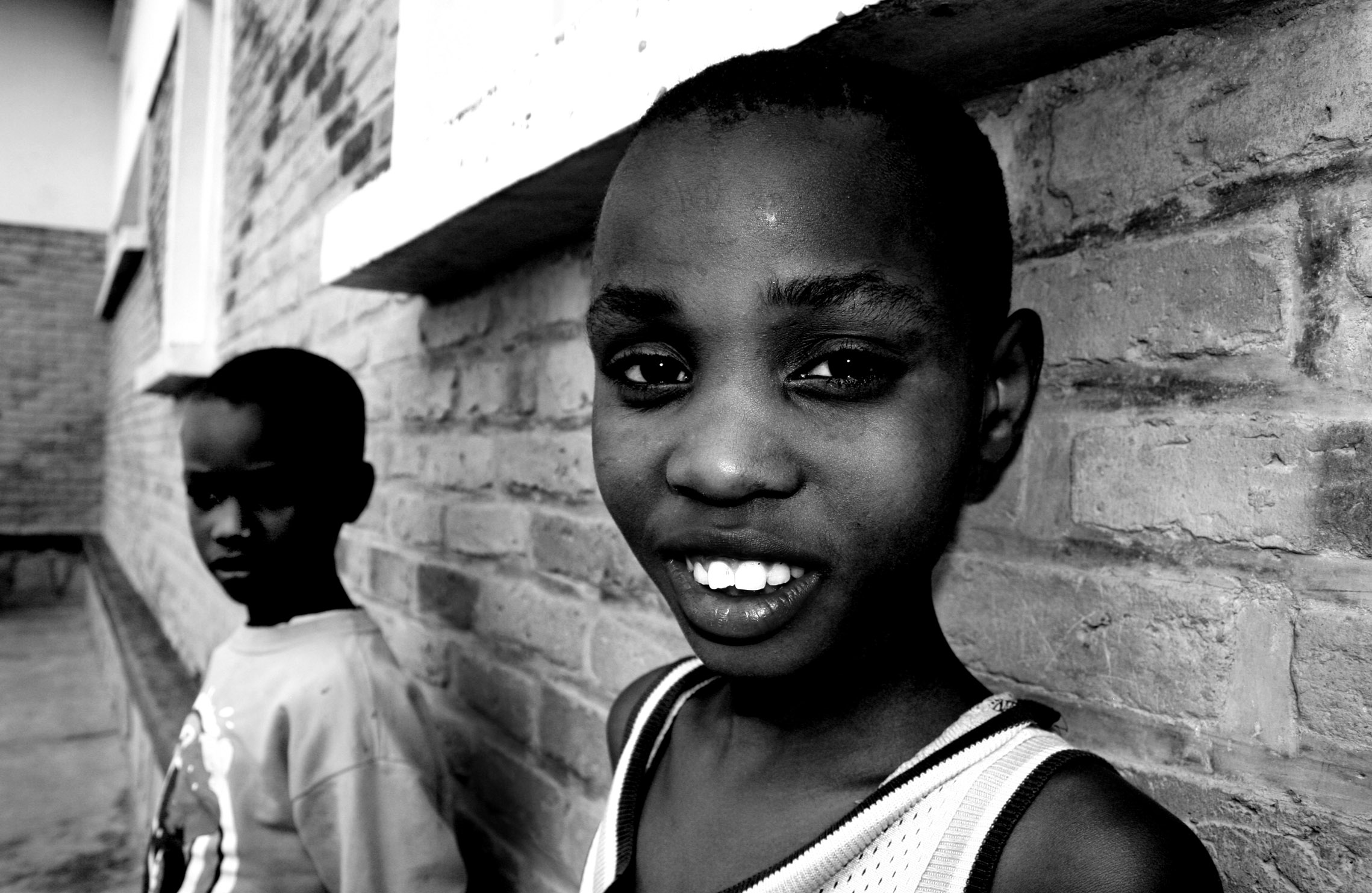
Orfes a Kigali

Probablement, mai se sabrà quants morts va provocar. Es calculen unes 800.000 persones, que equivaldrien 11% del total de la població i 4/5 dels tutsis que vivien en el país. Tampoc se sap quantes víctimes ha provocat la venjança tutsi. Encara que es parla de l'"altre genocidi", sembla que no és en absolut comparable.

## Reaccions internacionals

### França
Mentre ocorria la tragèdia, el món sencer semblava aliè a la barbàrie i no va intervenir per a parar el tràgic conflicte. En el cas de França, i això pot ser extensiu a Bèlgica i a Alemanya, tots amb importants interessos a la zona des del segle xix, el comportament no va ser gens ni mica solidari. Segons explica el general Roméo Dallaire, l'actitud d'aquests tres països abans, durant i després del conflicte, va ser poc honrada:
Sol Alameda: Però si no els interessava, per quina raó els francesos impedien que guanyessin la guerra els tutsis?
Els francesos es mouen en la zona per l'anomenada francofonia, per l'orgull de controlar. I invariablement ajuden als hutus. De seguida vaig comprovar sorprès que tant francesos com belgues i alemanys hi tenien consellers a dotzenes. Ells sí que sabien el que passava, però cap d'ells proporcionava a l'ONU, és a dir, a mi, el seu representant, la informació que posseïen. I al mateix temps, aquests països que estaven en el Consell de Seguretat tampoc deixaven a l'ONU, a mi, muntar la meva pròpia unitat d'informació, perquè, deien, el mandat no ho preveia. Fins i tot quan vaig tenir constància que es passaven armes de contraban a través de la frontera d'Uganda i vaig demanar permís per a buscar-les, em van contestar que no.
Malgrat tot França es va encarregar, a través en l'Operació Turquesa, de pacificar part del territori. El país gal, amb 2,500 soldats provinents de les seves bases a Àfrica, va garantir la seguretat en la part sud-oest del país i l'arribada de l'ajuda internacional. Tot fins que la missió UNAMIR assolís reunir als 5,500 soldats necessaris per a fer-se càrrec de la situació. D'aquesta manera, França es va atorgar el lideratge del discurs de la solidaritat. No obstant això, les crítiques no es van fer esperar. Segons Victòria Brittain, França havia donat suport militar i logístic al govern de l'assassinat Habyarimana des de feia anys, i va definir les intencions de l'exèrcit gal com sospitoses. Segons l'estudi de Joan Casòliva i Joan Carrero França havia romàs al costat de Habyarimana fins a la signatura dels Acords d'Arusha. Va donar al govern hutu armament per a evitar la invasió del FPR i altres incursions dels tutsis. Finalment, es va retirar del país amb l'arribada dels primers soldats de la MINUAR (UNOMUR), al novembre de 1993 i no va tornar fins a juny de 1994 amb l'Operació Turquesa, a petició de les Nacions Unides i amb estrictes condicions de no donar suport al govern radical hutu.
D'altra banda, l'exèrcit francès va permetre que membres de les milícies hutus i responsables de les primeres matances es refugiessin a zones segures frontereres evitant així caure en mans del FPR i permetent que controlessin la gestió de l'ajuda humanitària.
Això ens duu a pensar que França va aplicar una radical realpolitik a la zona per a no perdre la seva capacitat d'influència en competència amb Bèlgica i altres països.

### Estats Units
Cap dels seus principals governants, durant el temps que va durar el genocidi, va usar aquesta paraula per a definir el que estava ocorrent en el país centrafricà. Haver-ho admès els hauria obligat a intervenir en el conflicte. En el seu lloc, van utilitzar la definició d'actes genocides per a descriure la situació. Però el més important i que més influència va tenir en el si de les Nacions Unides i la raó per la qual no es va actuar abans, van ser les contínues discrepàncies que els Estats Units va sostenir amb el llavors Secretari General de l'ONU, Boutros-Ghali. Les decisions d'aquest, en diverses ocasions, van xocar de front amb les intencions del Govern nord-americà.
Un altre aspecte important per a comprendre millor l'actitud dels Estats Units enfront del genocidi ruandès i segons argumenten Joan Casòliva i Joan Carrero va ser l'interès dels nord-americans per influir en la zona. El mateix Secretari de Comerç dels Estats Units, ja a principis de 1996, va expressar les intencions d'Amèrica del Nord en relació amb Àfrica:
L'era del domini econòmic i de l'hegemonia comercial d'Europa sobre Àfrica ha acabat. Àfrica ens interessa.
Encara que aquestes declaracions van ser fetes en 1996, hi ha fets que clarament demostren un interès per la zona des d'abans fins i tot de 1994. Seguint l'argumentació de Joan Casòliva i Joan Carrero, exposarem aquí alguns d'ells.
1. Durant la guerra de Ruanda, entre 1990 i 1994, soldats del FPR que van atacar el nord del país des del veí Uganda, havien adquirit formació militar als Estats Units a través del programa IMET, el que col·loca al país nord-americà del costat de la població tutsi i d'Uganda.
2. Anys abans, entre 1989 i 1992. Uganda va rebre una ajuda de 183 milions de dòlars, la mateixa quantitat que durant els vint-i-set anys anteriors. A més, si considerem que en aquell temps Estats Units era el principal proveïdor d'armes d'Uganda, podem concloure que la intenció principal del govern americà era la d'augmentar el poder i influència d'Uganda sobre altres països de l'entorn i aconseguir així tenir controlada la zona dels Grans Llacs.
3. La missió de les Nacions Unides MONOUR (o UNOMUR), que pretenia controlar la frontera entre Uganda i Ruanda per a evitar més conflictes com els que s'havien donat durant els últims anys per les incursions del FPR a Ruanda, es va veure entorpida per Estats Units i Gran Bretanya, amb el pretext que faltaven proves objectives que verifiquessin aquestes agressions, fins i tot quan van ser els responsables de la MONOUR els quals van informar a la Caserna General de les Nacions Unides que Uganda els impedia fer el seu treball i havia adoptat un comportament radical.
4. La missió UNAMIR o MINUAR, liderada pel general Dallaire, i creada per a cuidar del compliment dels acords d'Arusha (Tanzània), va ser bloquejada durant quatre mesos per nord-americans i britànics. Aquest retard va provocar tensions entre les parts ja enfrontades: FPR i govern de Habyarimana.
5. La primera ambaixada a abandonar Rwanda va ser l'ambaixada nord-americana (7 d'abril de 1994) i durant el genocidi va posar tot tipus d'impediments a les Nacions Unides per a poder actuar de forma decidida i enèrgica i poder així parar el conflicte.
6. Passats dos anys de la massacre, el 15 de novembre de 1996, Estats Units va bloquejar l'adopció i l'aplicació de la resolució 1080, per la qual el Consell de Seguretat aprovaria el desplegament d'una força multinacional de protecció dels refugiats i població civil amenaçada en l'Est del exZaire i que estaven sent massacrats pels militars ruandesos.
7. Finalment, quan se li va preguntar a un membre de l'Administració Clinton per l'assistència massiva dels Estats Units al Govern ruandès, aquest va respondre que era necessari establir un règim militar molt potent en la regió dels Grans Llacs per a imposar solucions militars als conflictes.

### 'Les companyies mineres'
És sabut que el subsol del Congo conté jaciments de coure, cobalt, zinc, plata, diamants, urani, cadmi i altres metalls rars, però sobretot concentracions d'or en quantitats excepcionals. Cal comptar amb aquest fet a l'hora d'observar les diferents actituds dels països que tradicionalment han dominat la zona des de l'època colonial. Les grans concentracions d'or (18 kg/or fi per tona) són un factor més per a comprendre l'insolidari comportament d'alguns països occidentals, que podrien haver prioritzat la seva competència pel control dels ingents recursos naturals de la zona a les vides humanes.

## L'expansió del conflicte
El genocidi ruandès va portar greus conseqüències per a la regió dels Grans Llacs. Poc temps després de l'acabament de la crisi local, aquesta es traslladà als veïns Zaire, Burundi i Uganda. El més afectat per això va ser Zaire, que ja vivia una crisi interna producte de la desestabilització generada pel desastrós govern de Mobutu Sese Seko. L'arribada de milions de refugiats va esdevenir el desencadenant de la Primera i la Segona Guerra del Congo, que deixarien el tràgic saldo de 3,8 milions de morts.

## Judicis i càstigs
El 8 de novembre de 1994, per resolució del Consell de Seguretat de les Nacions Unides, i en virtut del disposat en el Capítol VII de la Carta de les Nacions Unides, en considerar que el genocidi ruandès era un greu atemptat contra la pau i la seguretat internacional, es va crear un Tribunal Penal Internacional per a Ruanda. Aquest Tribunal té com a objecte la persecució dels líders i instigadors del genocidi.
Al mateix temps, un cop la situació va estar mitjanament normalitzada, els tribunals ruandesos van iniciar centenars de processos en contra d'inculpats de cometre les greus violacions dels drets humans. Fins a la data (juny 2007) més de 700 persones han estat condemnades pels tribunals, culpables de genocidi.

## Filmografia
- Hotel Rwanda, dirigida per Terry George. Pel·lícula que relata la història de Paul Rusesabagina durant els mesos del genocidi.
- Shooting Dogs, d'història similar a la d'Hotel Rwanda, dirigida per Michael Caton-Jones.
- Sometimes in April, dirigida per Raoul Peck.